# Victor Young
Victor Young (Chicago, 8 agosto 1899 – Palm Springs, 10 novembre 1956) è stato un compositore statunitense di colonne sonore cinematografiche.
Nel 1954 compose insieme alla cantante Peggy Lee il brano musicale Johnny Guitar, motivo conduttore del film western omonimo - Johnny Guitar, appunto - diretto da Nicholas Ray ed interpretato da Joan Crawford e Sterling Hayden. Morì nel 1956 per un'emorragia cerebrale e nel 1957 vinse postumo il premio Oscar per la miglior colonna sonora non originale per  Il giro del mondo in 80 giorni.

## Premi Oscar Miglior Colonna Sonora

### Vittorie
- Il giro del mondo in 80 giorni (Around the World in 80 Days), regia di Michael Anderson (1956)

### Candidature
- Army Girl (1939)
- Un colpo di vento (1939)
- Passione (1940)
- I viaggi di Gulliver (1940)
- Cavalcata ardente - La strage di Alamo (1940)
- La strada del sud (1940)
- Arizona (1941)
- La belva umana (1941)
- Giubbe rosse (1941)
- Arrivederci in Francia (1941)
- La porta d'oro (1942)
- I falchi di Rangoon (1943)
- Rivalità (1943)
- Segretario a mezzanotte (1943)
- Per chi suona la campana (1944)
- Gli amanti del sogno (1946)
- Il valzer dell'imperatore (1949)
- Sansone e Dalila (1951)

## Premi Oscar Miglior Canzone

### Candidature
- Gli amanti del sogno (1946)
- Questo folle mio cuore (1950)
- Come le foglie al vento (1957)

## Filmografia parziale
- Frankie and Johnnie, regia di Chester Erskine e, non accreditato, John H. Auer - Musiche originali e direzione musicale (1936)
- Swing High, Swing Low, regia di Mitchell Leisen (1937)
- Aloma dei mari del sud (Aloma of the South Seas), regia di Alfred Santell (1941)
- Segretario a mezzanotte (Take a Letter, Darling), regia di Mitchell Leisen (1942)
- La storia del dottor Wassell (The Story of Dr. Wassell), regia di Cecil B. DeMille (1944)
- Il valzer dell'imperatore (The Emperor Waltz), regia di Billy Wilder (1948)
- La colpa della signora Hunt (Song of Surrender), regia di Mitchell Leisen (1949)
- Rio Bravo (Rio Grande), regia di John Ford (1950)
- L'amante del torero (Bullfighter and the Lady), regia di Budd Boetticher (1951)
- Il pirata Barbanera (Blackbeard, the Pirate), regia di Raoul Walsh (1952)
- The Story of Will Rogers, regia di Michael Curtiz - musiche originali e conduttore (1952)
- Scaramouche, regia di George Sidney - musiche originali e conduzione (1952)
- Per ritrovarti (Little Boy Lost), regia di George Seaton (1953)
- Il cavaliere della valle solitaria (Shane), regia di George Stevens (1953)
- Il figlio di Sinbad (Son of Sinbad), regia di Ted Tetzlaff (1955)